# Hans und Gret Reinhard

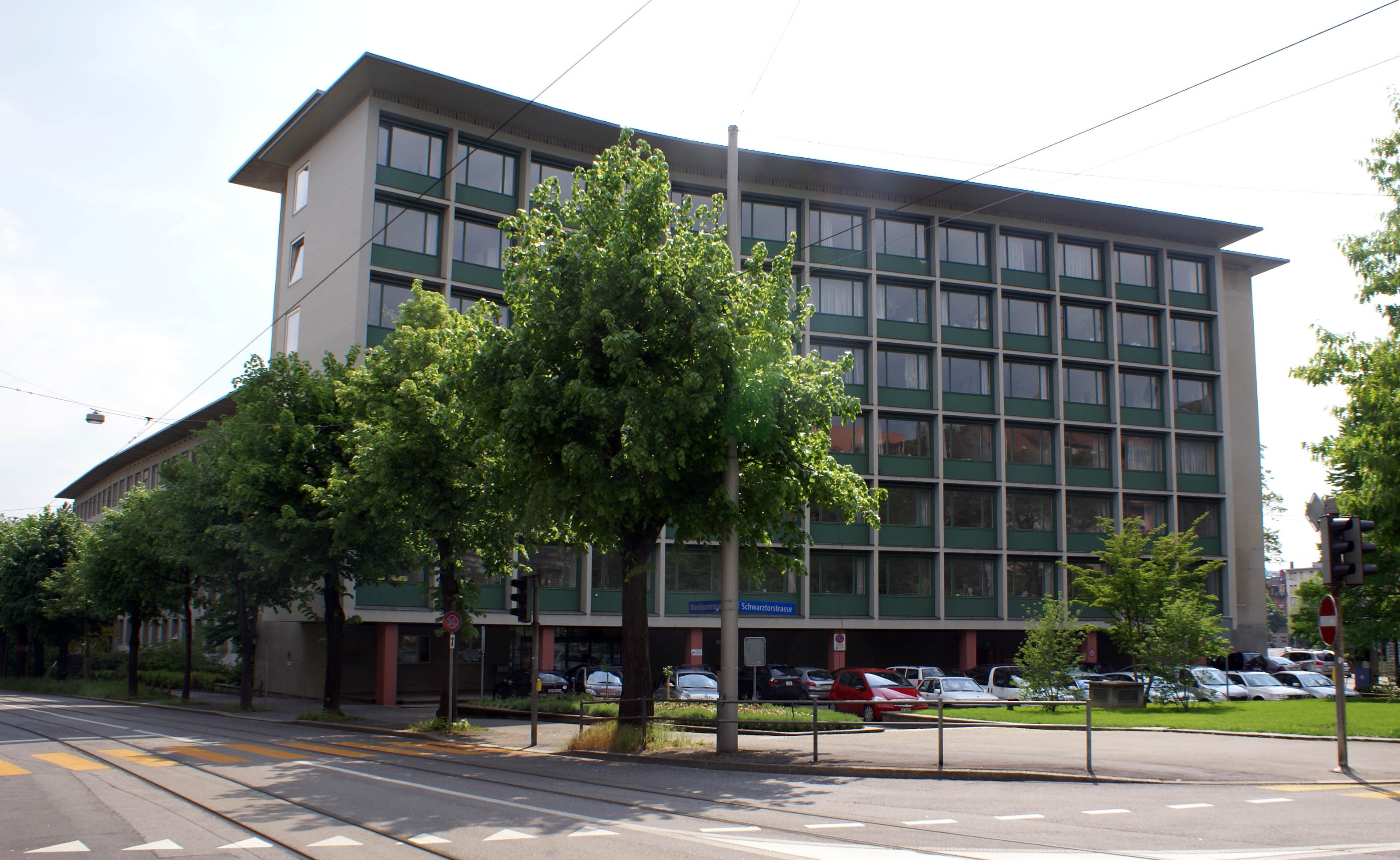
Die Oberzolldirektion in Bern, 1947–51

Hans und Gret Reinhard waren ein Berner Architektenehepaar, das von den 1940er- bis zu den 1980er-Jahren tätig war und hier vor allem den Siedlungs- und genossenschaftlichen Wohnungsbau prägte.

## Biografien
Gret Reinhard (Margreth Ida geb. Müller, geb. 28. Juli 1917 in Winterthur; gest. 7. März 2002 in Bern) war die Tochter einer Lehrerin und eines Chemikers. Sie studierte an der ETH Zürich 1937 bis 1941 mit Diplom bei Otto R. Salvisberg. Im Büropraktikum war sie bei Franz Scheibler, Winterthur. Im Studium lernte sie ihren späteren Ehemann kennen, Hans Reinhard (Johannes Rudolf, geb. 3. November 1915 in Bern; gest. 3. März 2003 ebenda), den Sohn des Lehrers, SP-Politikers sowie langjährigen Berner Gemeinderates, Nationalrates, Grossrates und Berner Regierungsrates Ernst Reinhard. Er besuchte die Schulen in Bern und studierte anschliessend ebenfalls an der ETH von 1936 bis 1941. Sein Büropraktikum machte er bei Hans Weiss.
Gemeinsam gründeten sie 1942 ein Büro in Bern, das im Zweiten Weltkrieg während des bis 1945 währenden Aktivdienstes von Hans Reinhard von Gret geführt wurde. In dieser Zeit bauten sie das eigene Haus und Büro, beteiligten sich an Wettbewerben und begannen mit kleineren Aufträgen im Siedlungsbau.
1943 gewannen sie den Wettbewerb für die Eidgenössische Oberzolldirektion und taten sich für die Realisierung 1947–51 mit dem etwa gleich alten Freund Werner Stücheli zusammen, der den zweiten Preis gewonnen hatte. Der Entwurf für den Wettbewerb, bei dem 123 Arbeiten eingegangen waren, sieht einen geschwungenen, siebengeschossigen Kopfbau vor, der an der Schwarztorstrasse einen Vorplatz bildet. Mittels eines gläsernen Verbindungselements ist daran entlang der Monbijoustrasse der fünfgeschossige Verwaltungstrakt angeschlossen. Für das Gebäude, eines der Hauptwerke der ersten Nachkriegsmoderne und mittlerweile als Kulturgut von nationaler Bedeutung geschützt, wurde 1953 ausserdem ein Kunstwettbewerb veranstaltet, um die gesamten Treppenhauswand-Schauseiten des zentralen Treppenhauses zu gestalten. Beauftragt wurden für je ein Geschoss die Künstler Hans Fischer, Alois Carigiet, Karl Otto Hügin, Otto Tschumi und François Liegme.
Aufgrund der Wohnungsnot einerseits und des kriegsbedingten Wohnungsmangels andererseits wurde der Wohnungsbau zunehmend gefördert, was zum Aufkommen von Baugenossenschaften und der Planung gartenstadtähnliicher Siedlungen führte. Ab 1943 konnte das Büro Reinhard eine Siedlung, vorwiegend mit Reiheneinfamilienhäusern, in Bern-Bümpliz planen und ab 1944 in drei Etappen bauen – die Siedlung Bethlehemacker in Bern-Bümpliz. Dabei war ein Bauvorhaben zu koordinieren, das verschiedene Grundeigentümer und insgesamt drei Bauherren zusammenbrachte – neben die Berner Einwohnergemeinde, die schnell dringend benötigten Wohnraum während des Zweiten Weltkriegs erstellen wollte, traten dann die Baugenossenschaft der Holzarbeiter und Zimmerleute und die neu gegründete Familien-Baugenossenschaft. Hans Reinhard zeigte wohl bei Planung und Bau der insgesamt 178 Reihenhäuser in drei Bauetappen bereits beachtliches Verhandlungsgeschick, das er späterhin immer wieder ausspielte, weswegen er ab den 1960er-Jahren einer der führenden Architekten im (genossenschaftlichen) Siedlungsbau Berns, gleichzeitig Vorstand der Fambau und Lokalpolitiker wurde.
Neben weiteren Bauten für die öffentliche Hand war ihr Berufsleben ab den 1950er Jahren stark vom Grosssiedlungsbau geprägt. Die meisten Siedlungen der zweiten Nachkriegsmoderne in Berns Westen tragen mindestens teilweise ihre Handschrift, so etwa Meienegg, Tscharnergut, Gäbelbach, Schwab- und Fellergut.

## Bauten
- Bethlehemacker, Reihenhaussiedlung, Bern, 1944–46
- Eidgenössische Oberzolldirektion, Bern, 1947–51
- Meienegg, Siedlung, Bern, 1949–54
- Hotel Freienhof, Thun, 1956–58
- Coop Lagerhaus, Bern, 1958
- Parkterrasse, Bern, 1958–64
- Tscharnergut, Siedlung, Bern, 1958–67
- Institut für exakte Wissenschaften, Bern, 1959–61
- Gäbelbach, Siedlung, Bern, 1965–68
- Schwabgut, Siedlung, Bern, 1965–71
- Schanzenpost, Bern, 1966
- Bethlehemacker II, Siedlung, Bern, 1967–74
- Fellergut, Siedlung, Bern, 1969–74